# 枚方市立図書館
枚方市立図書館（ひらかたしりつとしょかん）は、枚方市が設置・運営する公立図書館である。

## 概要
市内で、中央図書館と7つの分館および、6の分室と自動車文庫1台で構成される。
全ての図書館と一部の図書館分室でバーコード式の貸出カードで本を借りる事ができる。（一部の図書館分室ではチケット式の貸出券を使用）
利用登録は市内に在住、在学、在勤している人と、北河内7市広域利用者（寝屋川市、交野市、守口市、門真市、大東市、四條畷市に在住、在学、在勤している人）が可能である。（但し、予約・リクエストは広域利用者は不可）
インターネット予約は2009年10月1日より開始した。
中央・牧野・津田の各図書館ではビデオ・DVDを、中央・香里ヶ丘・牧野・御殿山の各図書館と、村野・宮之阪・香里園の各分室で漫画本の貸出を行っている。
また、中央図書館と市駅前サテライトには、ブックディテクションシステム (BDS) および自動貸出装置をそれぞれ設置している。

## 歴史
- 1952年（昭和27年）4月 大阪府立図書館枚方ブックステーション開設。
- 1965年（昭和40年）2月 枚方ブックステーションが枚方市図書センターとして枚方市民会館3Fに移転。
- 1973年（昭和48年）4月 枚方市立図書館発足。自動車文庫「ひなぎく号」運行開始。
- 1979年（昭和54年）5月 香里ヶ丘図書館開館。自動車文庫が香里ヶ丘図書館に移転。
- 1982年（昭和57年）5月 楠葉図書館開館。
- 1983年（昭和58年）8月 （旧）菅原図書館開館。
- 1985年（昭和60年）5月 山田図書館開館。
- 1986年（昭和61年）5月 蹉跎（さだ）図書館開館。
- 1987年（昭和62年）5月 御殿山図書館開館。
- 1988年（昭和63年）5月 牧野図書館開館。
- 1990年（平成2年）5月 津田図書館開館。
- 1997年（平成9年）7月 （新）菅原図書館開館。
- 2001年（平成13年）8月 関西外国語大学がキャンパス移転に伴い、旧キャンパスの図書館棟の寄贈について連絡。
- 2002年（平成14年）3月 Webページ開設。
- 2005年（平成17年）4月 関西外国語大学片鉾学舎跡に中央図書館開館。
- 2006年（平成18年）3月 倉敷紡績枚方工場跡に中央図書館市駅前サテライト開館。
- 2006年（平成18年）12月 中央図書館地階に軽食・喫茶室がオープン。
- 2009年（平成21年）10月 インターネット予約を開始。
- 2012年（平成24年）3月 中央図書館地階の軽食・喫茶室が閉店。
- 2017年（平成29年）3月 中央図書館市駅前サテライト閉館。
- 2018年（平成30年）3月 香里ケ丘図書館が建て替えのため休館。山田分室閉室。
- 2020年（令和2年） 3月 新型コロナウィルス感染症拡大防止策のため、予約資料の貸出のみ実施（～5月） 7月　香里ケ丘図書館リニューアルオープン。
- 2021年（令和3年） 2月　東香里・茄子作・釈尊寺分室閉室。　7月　「ひらかた電子図書館」サービス開始。 9月　「スマート登録」サービス開始。

## 中央図書館

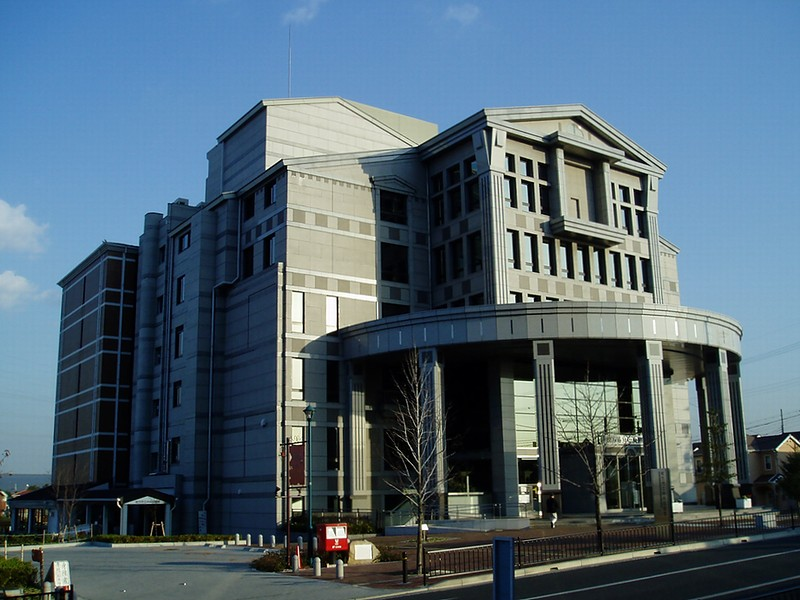
中央図書館

枚方市立図書館の拠点的な役割を持つ。付帯して、市駅前サテライトという分室も置かれている。

### 中央図書館の利用概要
- 中央図書館
  - 開館時間 : 9時30分から19時まで。 ※土・日・祝日は17時まで。
  - 休館日 : 金曜（祝日の場合も）、第4火曜、年末年始
- 市駅前サテライト
  - 開館時間 : 9時から19時まで。 ※土・日・祝日は10時から18時まで。
  - 休館日 : 年末年始

## 分館

### 分館の利用概要
- 開館時間 : 9時から21時まで。 ※日・祝日は17時まで。
- 休館日 : 第４月曜日、年末年始

### 香里ヶ丘図書館
貸出は、バーコード式で管理している。また、漫画本を置いている。中央図書館が供用されるまでは、自動車文庫はこの図書館で管理していた。2020年7月に建て替えに伴うリニューアルオープンした。（写真は旧香里ケ丘図書館）
- 所在地 : 枚方市香里ヶ丘4丁目2-1
- 交通 : 京阪バス新香里バス停すぐ。

### 津田図書館
- 所在地 : 枚方市津田北町2-25-3

### 楠葉図書館
- 所在地 : 枚方市楠葉並木2-29-5

### 菅原図書館
- 所在地 : 長尾元町1丁目35-1

### 牧野図書館
枚方市立牧野図書館（ひらかたしりつ まきのとしょかん）とは、大阪府枚方市が設置する公共図書館。

## 施設概要
生涯学習市民センター・図書館が一体となった複合施設の1階部分が図書館となっている。
市民の学習活動や芸術等などの文化活動を支援し、地域におけるコミュニティ活動の活性化を促進することで、市民が生涯にわたって学びつつけることのできる環境を提供する。またこれらの活動を通じて、市民同士の交流を活発化し、市民を主体とした協働によるまちづくり実現する拠点となることを目的とした施設である。
蔵書冊数は約10万冊。

### 所在地・アクセス
- 大阪府枚方市宇山町4-5（牧野生涯学習市民センター1階部分）
  - 京阪牧野駅から徒歩約8分
  - 京阪バス「牧野駅」から徒歩約5分

## フロア概要
施設全体の1階部分が図書館となっている。
- １：開架室
- ２：第１集会室
- ３：第２集会室
- ４：事務室
- ５：会議室
- ６：書庫
- ７：Learning Room

## サービス
貸出方法
1枚のカードで12冊まで、2週間借りる事ができる。（そのうちCD、DVDは6点、貸出期間は1週間まで）
開館時間
- 月曜から土曜： 9時から21時まで
- 日曜･祝日： 9時から17時まで

休館日
- 毎月第4月曜日、年末年始、特別整理期間

### 蹉跎図書館
- 所在地 : 枚方市北中振3-27-10

### 御殿山図書館
- 所在地 : 枚方市御殿山町10-16

## 分室
- 村野分室
- 枚方公園分室
- 宮之阪分室
- 藤阪分室
- 氷室分室
- 香里園分室

### 分室の利用概要
- 開室日
  - 藤阪・香里園 : 月・水・金・土
  - 宮之阪・氷室 : 月・水・木・土
  - 村野 : 月・水・金・土・日
  - 枚方公園 : 水・木・金・土・日
- 開室時間 : 13時から17時 ※村野・枚方公園のみ10時30分から。
- 休館日 : 開室日以外の日、祝日、年末年始